# بربرها (فیلم ۱۹۸۷)
«بربرها» (انگلیسی: The Barbarians (film)) فیلمی در ژانر اکشن و فانتزی به کارگردانی روجرو دئوداتو است که در سال ۱۹۸۷ منتشر شد.

## بازیگران
- پیتر پل
- دیوید پل
- مایکل بریمن
- اوا لاریو
- ریچارد لینچ
- بنیتو استفانلی
- جرج ایستمن
- رافائلا باراکی